# Ochenta y uno
El ochenta y uno (81) es el número natural que sigue al ochenta y precede al ochenta y dos.

## Propiedades matemáticas
- Es un número compuesto, que tiene los siguientes factores propios: 1, 3, 9 y 27. Como la suma de sus factores es 40 < 81, se trata de un número defectivo.
- 81 es el cuadrado de 9 y la cuarta potencia de 3.
- Es un número de Harshad.
- La raíz cuadrada de 81 es 9, que es igual a la suma de sus dos dígitos. Esto solo ocurre con este número.

## Características
- 81 es el número atómico del talio.

- Datos: Q712876
- Multimedia: 81 (number) / Q712876